# Google 画像検索
Google 画像検索（グーグル がぞうけんさく、英: Google Images）は、Webにある画像を検索するためにGoogleが提供している検索サービスである。2001年にサービスが開始された。切っ掛けはジェニファー・ロペスが着用した緑のヴェルサーチドレスの写真が見たいという需要に通常のGoogle検索では応え切れなかったことによる。2011年に逆画像検索が追加された。
検索で出た各画像はサムネイルとして並べて表示され、サムネイルをクリックすると、画像の大きなサイズが表示され、画像を使用しているサイトにアクセスすることができる。

## 歴史

### サービス開始と拡大 (2001年–2011年)
2000年、Google検索の結果において1つのページで表示できるリンク付テキストに限界が感じられる状態であり、さらなる改良を模索していたGoogleの開発者はこの時ジェニファー・ロペスが着用したエキゾチックな緑のヴェルサーチドレスの人気を切っ掛けに「最も人気のある検索クエリ」を導き出さなければならない画像検索ツールを実現させることになった。この経緯によりGoogle画像検索は誕生した。
2001年時点で2億5千万枚もの画像が検索にインデックスされたが、2005年には10億枚、2010年には100億枚に達した。
2007年初頭、Googleは画像検索インターフェイスを更新し、サムネイルをクリックすると解像度やURLといった画像の情報が表示されるようになったが、廃止された。
2009年10月27日、同じような画像を見つけるための機能が追加された。
2010年7月20日、インターフェイスが再更新されクリックで画像の詳細が表示される機能が再実装された。
2011年5月、検索クエリのビジュアルカテゴリスキーム概要をサブジェクト別にソートする機能が導入された。
1箇月後の2011年6月、サードパーティのアドオンを使わずに直接画像検索バーで画像を使って逆画像検索を行う機能が追加された。この機能は画像を検索バーにドラッグ・アンド・ドロップするかアップロードするか画像の直リンクURLを検索バーにコピーアンドペーストすることで検索できる。
画像の右クリックメニューから類似の画像検索を行う Search by Image (by Google)が、Google ChromeとFirefox向けの拡張機能として提供されている。

### 新アルゴリズムと検閲問題 (2012年以降)
2012年12月11日、ポルノグラフィと関係ない検索語句の場合ポルノ画像を出さないようして欲しいという要望により画像検索のアルゴリズムが変更された。Googleによれば特にポルノ関連で検索をした場合未だにポルノ画像が表示されることがありそれ以外は表示されないようになっているとしている。またGoogleは「成年向けコンテンツの検閲は行っていない。」と明言しているものの、「blow job」や「boob」といった検索語句を入力しても検索結果に出てこない。さらに先述の語句の検索を防止するためにフィルターを厳しくする唯一無二のオプションがあるが、一方で以前のように検索からそのような語句を除外することができなくなったという指摘もある。
2018年2月15日、ゲッティイメージズとの和解条件やライセンスパートナーシップに沿う形でインターフェイスを変更、検索結果から「画像を表示」ボタン（掲載元サーバーにある画像の直リンク）が除去された。これは元サイズの画像を直接的に見ることを不可にし（サムネイル画像にブラウザのコンテキストメニューを表示させても不可）、適切な文章（帰属や著作権情報など）と共に見てもらうことを促すためである。高解像度の著作権あり画像を探すための逆画像検索で使用される「画像で検索」ボタンも控え目になった。Googleはまたインターフェイスにおいて著作権免責事項をより強調することに同意した。

## 画像で検索機能

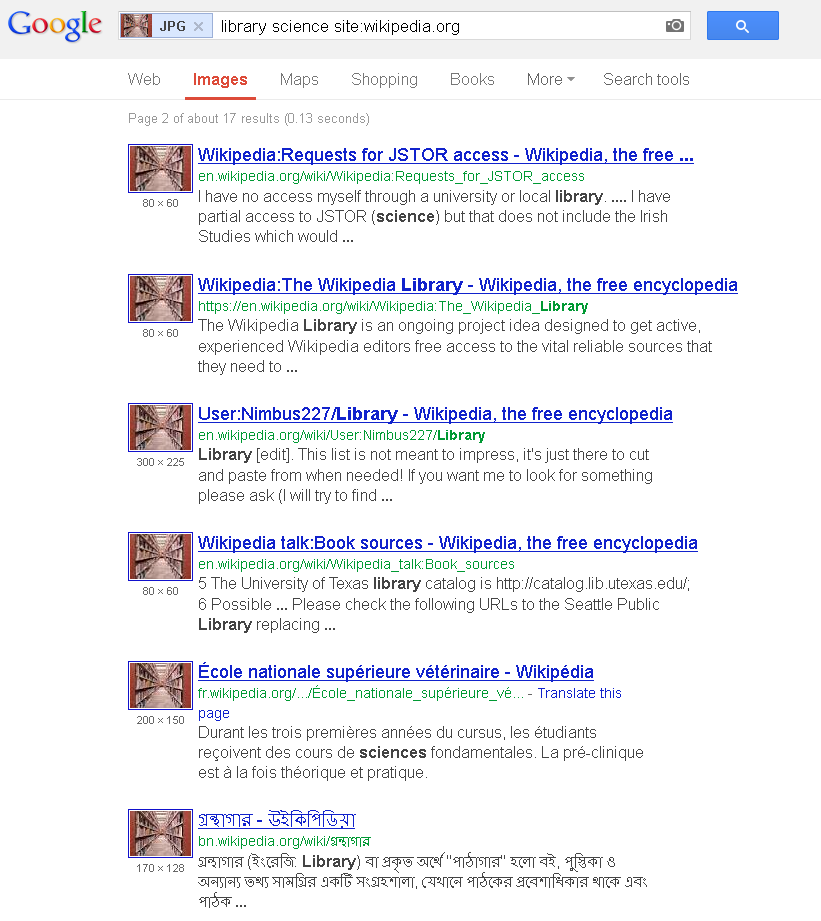
画像で検索機能を使用した画面

Google画像検索には逆画像検索を行う画像で検索機能がある。従来の画像検索とは異なり、この機能はGoogle検索ボックスにキーワードや語句を入力する必要はなく代わりに画像そのものを送信してクエリとして検索する。結果には同じような画像、ウェブの検索結果、画像のページ、異なる解像度の同じ画像が表示される。
画像で検索の精度は検索画像が有名なほど高くなる。加えて検索結果の記述的なメタデータをベースに「この画像の最も良い推測」が提供される。

### アルゴリズム
画像で検索の一般的な手段は以下の手順で、送信された画像を元に検索結果を返している:
1. 画像を解析 - 送信された画像は色、点、線、テクスチャを識別するために解析される。
2. クエリ生成 - これら画像の異なる特徴は検索クエリを生成するために使用される。
3. 画像の一致 - クエリはGoogleのバックエンドにある画像と一致するかどうか調べる。
4. 結果を返す - Googleの検索と一致したアルゴリズムはユーザーに一致したか類似している画像を検索結果として返す。